# Tagesstrecke Unteres Revier
Die Tagesstrecke Unteres Revier (auch: Augustusschächter Tagesstolln) war eine Fahrungs- und Wetterstrecke der Freiherrlich von Burgker Steinkohlen- und Eisenhüttenwerke.

## Geschichte
Die 1400 Meter lange Strecke wurde 1849 bis 1852 aufgefahren. Sie diente ursprünglich der regelmäßigen Ein- und Ausfahrt der Belegschaft des Wilhelminenschachtes. Nach dem Durchschlag zum Grubengebäude des Augustusschachtes fuhr auch dessen Belegschaft hier ein- und aus. Die Bergleute konnten so vor der Schicht im Burgker Huthaus am Gebet teilnehmen.
Im Jahr 1869 – nach der Schlagwetterexplosion im Segen-Gottes- und Neuhoffnungsschacht – verfügte das Bergamt in Freiberg die Aufstellung eines Wetterofens. Nach der Einstellung der Förderung im Wilhelminenschacht 1870 und der Inbetriebnahme einer Fahrkunst 1871 im Augustusschacht wurde die Fahrung über die Tagesstrecke eingestellt und hier ein Radialventilator der Bauart Guibal eingebaut. Der Augustusschacht diente als einziehender Schacht. Zur besseren Abstimmung der Wetterführung wurde zwischen dem Augustusschacht und der Lüfterstation eine Telegraphenleitung errichtet.
Mit der Aufwältigung des Lichtloches 3 des Burgker Weißeritzstollns ab April 1916 begann die Untersuchung der Restpfeiler im Unteren Revier. Offizieller Betriebsbeginn war der 4. September 1916. Als Betriebsgebäude wurde das Ventilatorgebäude der Tagesstrecke genutzt. Um eine Wetterverbindung herzustellen, fuhr man auf der 155-m-Sohle die Tagesstrecke querschlägig an. Zum Durchschlag kam es am 27. September 1917. Zur Verbesserung der Wettersituation in der Grube wurde in der Tagesstrecke ein Pelzer-Ventilator mit einem Flügelraddurchmesser von 600 mm und einer Leistung von 150–180 m³/min installiert, der am 29. August 1918 in Betrieb ging. Nach der Einstellung des Untersuchungsbetriebes am 1. Dezember 1918 und der Verwahrung der Grubenbaue 1920 wurde die Tagesstrecke abgeworfen.
Nach der Wiederaufnahme des Bergbaus im Unteren Revier im Jahr 1945 nutzte man die Strecke nochmals als Fahrstrecke, bis sie nach Einstellung des Bergbaus 1953 endgültig abgeworfen und versetzt wurde. Das Maschinenhaus existiert in mehrfach umgebauter Form noch heute. Es wird gewerblich genutzt.
1972 kam es zum Bruch eines Lichtloches der Tagesstrecke. Das Lichtloch befand sich nur 10 Meter vom Mundloch entfernt im versetzten Bereich der Tagesstrecke. Nach einem Bruch des in der Tagesstrecke stehenden Dammes waren die Versatzmassen nachgerutscht.